# Râul Mureș între Iernuțeni și Periș
Râul Mureș între Iernuțeni și Periș este o arie protejată (sit de importanță comunitară — SCI) din România, desemnată în scopul protejării biodiversității și menținerii într-o stare de conservare favorabilă a florei spontane și faunei sălbatice, precum și a habitatelor naturale de interes comunitar aflate în arealul zonei de protecție. Aceasta este întinsă pe o suprafață de 235,9 ha, integral pe uscat.

## Localizare
Centrul sitului Râul Mureș între Iernuțeni și Periș este situat la coordonatele 46°43′11″N 24°40′57″E / 46.719767°N 24.682408°E. Situl se întinde pe teritoriile administrative ale comunelor Gornești și Petelea; și pe cel al municipiului Reghin din județul Mureș.

## Înființare
Situl Râul Mureș între Iernuțeni și Periș a fost declarat sit de importanță comunitară  (ROSCI0369) în septembrie 2011 pentru a proteja 11 specii de animale.

## Biodiversitate
Situată în ecoregiunea continentală, aria protejată nu include niciun habitat protejat.
La baza desemnării sitului se află mai multe specii protejate:
- amfibieni (2): triton cu creastă (Triturus cristatus), tritonul comun transilvănean (Triturus vulgaris ampelensis)
- mamifere (1): vidră de râu (Lutra lutra)
- pești (8): avat (Aspius aspius), moioagă (Barbus petenyi),  zvârlugă (Cobitis taenia Complex), boarță (Rhodeus amarus), porcușor de nisip (Romanogobio kesslerii), porcușor de șes (Romanogobio vladykovi), câră (Sabanejewia balcanica), fusar (Zingel streber)

Pe lângă speciile protejate aflate la desemnarea sitului, pe teritoriul acestuia a mai fost identificat hârciogul european (Cricetus cricetus), un mamifer din specia Muridae.